# Catasetum planiceps
Catasetum planiceps là một loài phong lan.

## Hình ảnh

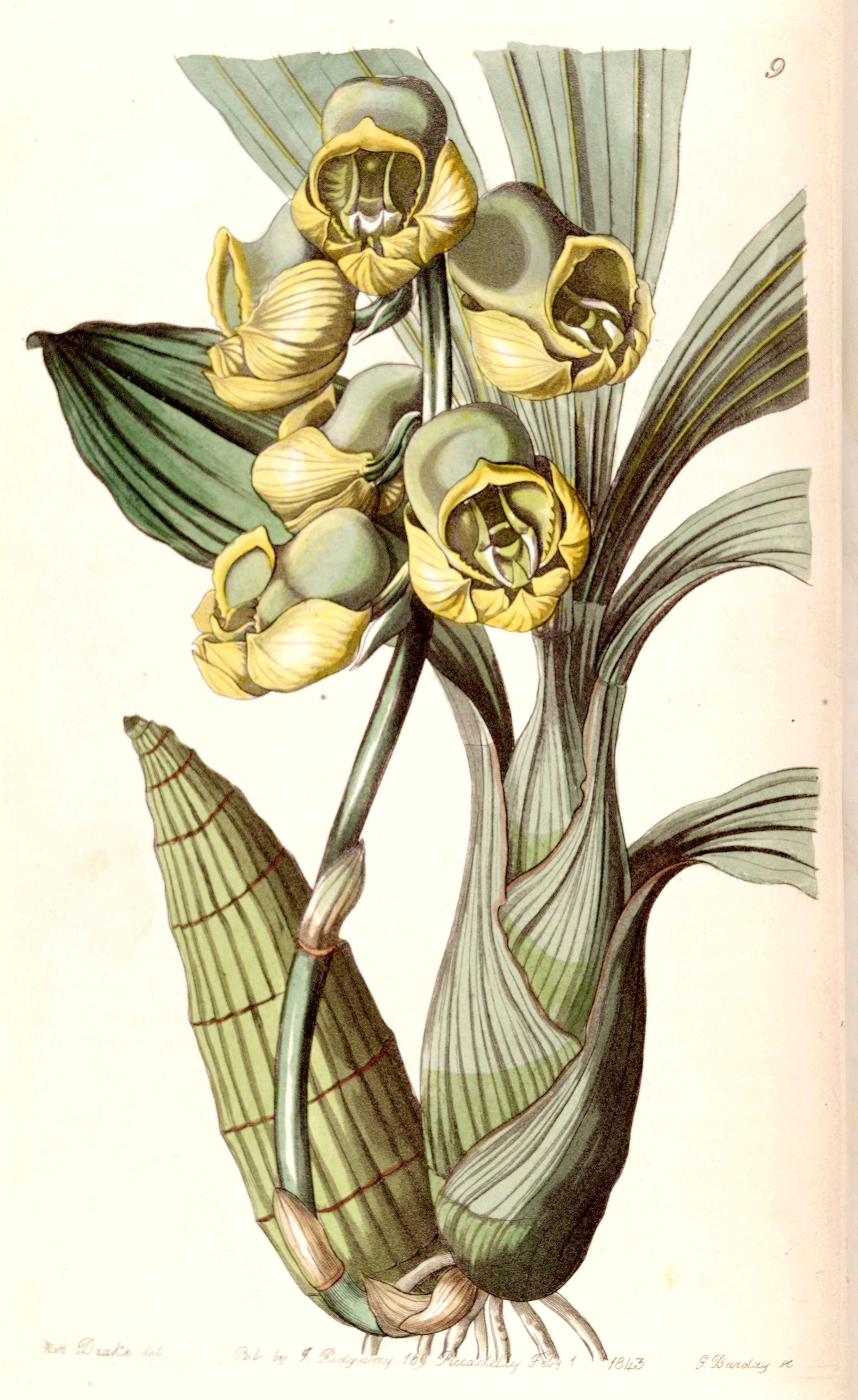
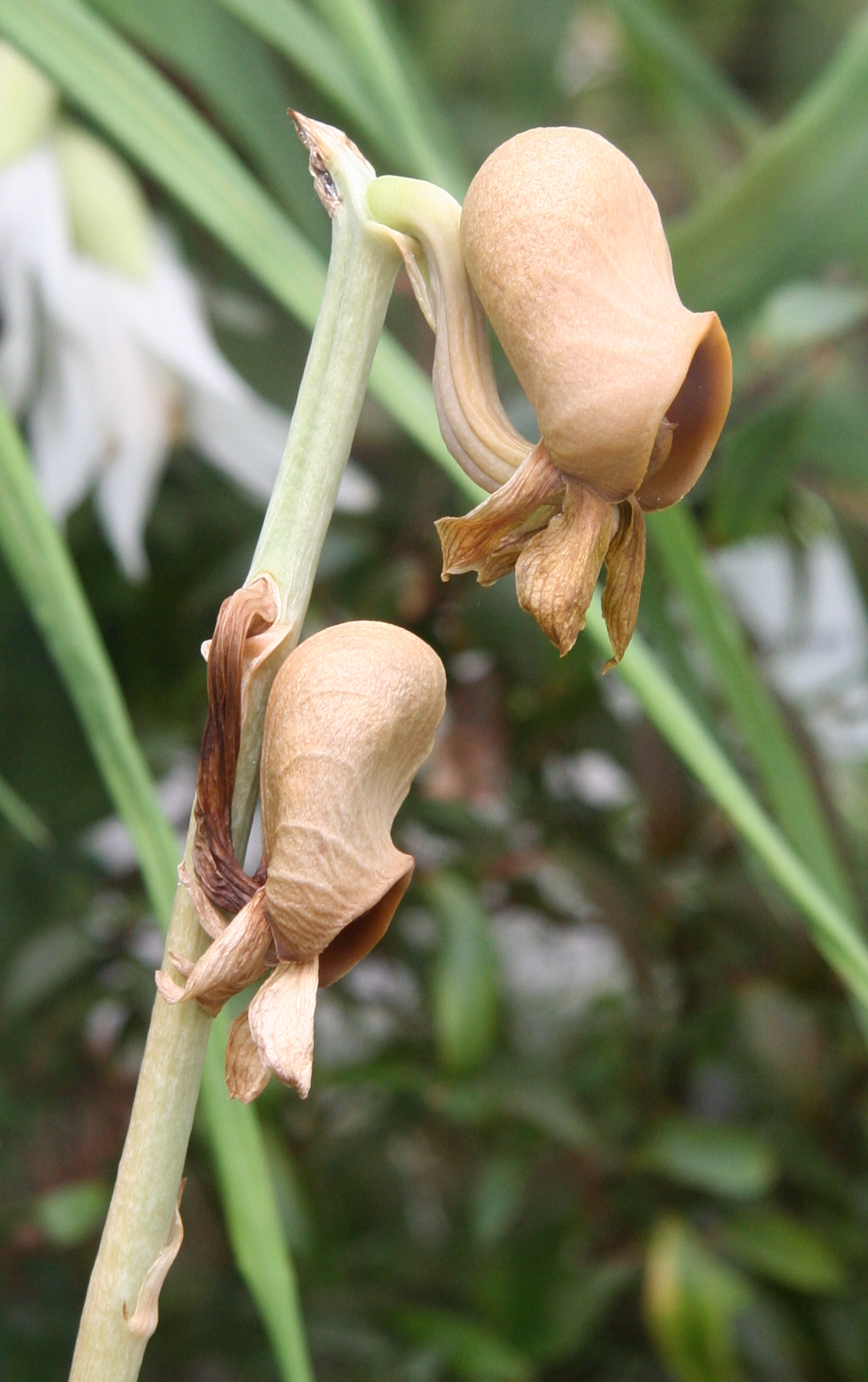